# Fairfieldita
La fairfieldita és un mineral de la classe dels fosfats que pertany i dona nom al grup de la fairfieldita, ara inclòs al Supergrup de la kröhnkita. Va ser anomenada l'any 1878 per George J. Brush and Edward S. Dana en referència al comtat de Fairfield (Connecticut, EUA), la seva localitat tipus.

## Característiques
La fairfieldita és un fosfat de fórmula química Ca₂Mn²⁺(PO₄)₂·2H₂O. Forma una sèrie de solució sòlida amb la col·linsita en què el ions Mn2+ de la fairfieldita són gradualment substituïts per Mg2+. Cristal·litza en el sistema triclínic en cristalls que poden ser prismàtics o equants de fins a 2,8 cm, mostrant {001}, {010}, {100}, {110} i {111}. També és comú que es presenti en agregats laminars, que poden ser corbs, radiants i fibrosos. La seva duresa a l'escala de Mohs és 3,5.
Segons la classificació de Nickel-Strunz, la fairfieldita pertany a «08.CG - Fosfats sense anions addicionals, amb H₂O, amb cations de mida mitjana i gran, RO₄:H₂O = 1:1» juntament amb els següents minerals: cassidyita, col·linsita, gaitita, messelita, parabrandtita, talmessita, hillita, brandtita, roselita, wendwilsonita, zincroselita, rruffita, ferrilotharmeyerita, lotharmeyerita, mawbyita, mounanaïta, thometzekita, tsumcorita, cobaltlotharmeyerita, cabalzarita, krettnichita, cobalttsumcorita, niquellotharmeyerita, manganlotharmeyerita, schneebergita, nickelschneebergita, gartrellita, helmutwinklerita, zincgartrel·lita, rappoldita, fosfogartrel·lita, lukrahnita, pottsita i niqueltalmessita.

## Formació i jaciments
La fairfieldita es forma com a mineral accessori en pegmatites granítiques. Ha estat trobada sobretot a Amèrica i Europa. A Catalunya, se n'ha trobat a Bellver de Cerdanya (Cerdanya, Lleida).
Sol trobar-se associada amb altres minerals com: apatita, strunzita, diadoquita, dickinsonita, stewartita, rockbridgeïta, mitridatita, eosforita, tota una sèrie de fosfats de Fe-Mn, jahnsita, rodocrosita, quars i moscovita.